# Jamska Ivanka
Jamska Ivanka je dramsko delo Miroslava Vilharja, ki ga je napisal leta 1848.

## Osebe
- Vladimir, Jamski vitez
- Ljudmila, njegova gospa
- Ivanka, njuna hči
- Bogomil, njun sin
- Miroslav, Kalski vitez
- Konrad Einhental, nemški vitez
- Marko, maligradski vitez
- Otmar, Marcel, Gregor, oprode vitezov

## Povzetek

### Prvo dejanje
Starša se veselita velike ljubezni med Ivanko in Bogomilom, ko pride poslanec avstrijskega vojvode, ki zbira viteze za križarsko vojno. Vladimir se takoj navduši, toda namesto njega se ponudi Bogomil, ki bi se rad ovenčal s slavo. Vladimir je vesel njegovega poguma, mu pa razodene, da ni njegov pravi sin: njegove starše je pobil in grad zažgal hudobni Maligrajski vitez. Razkritje pri mladima povzroči, da se njuna družinska ljubezen razgori v pravo ljubezen. Obljubita si večno pripadnost, mati blagoslovi njuno zvezo in Bogomil krene v boj.

### Drugo dejanje
Marko v gozdu s svojimi vojščaki preži na plen, saj krvoločno uživa v svoji zavrženosti. Ogleduh prinese vest o dveh skupinah vitezov in Marko se v pričakovanju bogatega plena pripravi na napad. - Ljudmila in Ivanka se pogovarjata o Bogomilu, ko ju prestraši Marcel z vestjo, da je bil Vladimir na lovu napaden in da ga je v zadnjem trenutku rešil hrabri vitez Miroslav. Že sta tu oba viteza in ženski se ne moreta dovolj zahvaliti rešitelju, da jima je ohranil očeta in moža. Ko vidi Ivanko, se Miroslav vname v ljubezni in Vladimir, ki ne ve za prisego med hčerjo in Bogomilom, mu jo rad obljubi za ženo. tedaj se vrne Bogomil, ovenčan s slavo. Na slovesnosti oče napije zaročencema, toda Ivanka da svojo kupo Bogomilu in očetu pove, da njegove želje ne more ubogati, ker je zaobljubljena Bogomilu; voli lahko samo njega ali smrt. Oče je v stiski, saj je Miroslavu dal viteško besedo. Tekmeca se odločita za dvoboj, vendar si prisežeta, da bosta ostala prijatelja ne glede na odločitev usode. V dvoboju zmaga Bogomil. Miroslav se odloči, da bo bolečino srca skušal utišati v boju z neverniki; od Bogomila sprejme meč in križ ter odide, grajski pa slovesno praznujejo poroko med mladima.